# Ґавжиялкі
Ґавжиялкі (пол. Gawrzyjałki, нім. Wilhelmstal) — село в Польщі, у гміні Щитно Щиценського повіту Вармінсько-Мазурського воєводства.
Населення — 392 особи (2011).

## Демографія
Демографічна структура станом на 31 березня 2011 року:
|          | Загалом | Допрацездатний вік | Працездатний вік | Постпрацездатний вік |
| -------- | ------- | ------------------ | ---------------- | -------------------- |
| Чоловіки | 189     | 59                 | 122              | 8                    |
| Жінки    | 203     | 63                 | 107              | 33                   |
| Разом    | 392     | 122                | 229              | 41                   |